# Big Time Rush (гурт)
Big Time Rush (також знаний як BTR) — американський бойз-бенд, який сформувався в Лос-Анджелесі, штат Каліфорнія у 2009 році. Члени гурту — Кендалл Шмідт, Джеймс Маслоу, Логан Хендерсон і Карлос Пена. Свій дебютний альбом B. T. R. хлопці випустили в жовтні 2010 року. CD відразу піднявся до 3-го місця в Billboard 200 і за рік став золотим. Альбом Elevate вийшов 21 листопада 2011 року.
Третій студійний альбом 24/Seven вийшов в червні 2013 року.

## Історія

### 2009-2010
Big Time Rush в 2009 підписав контракт з телесеріалом Big Time Rush. Їх дебютний сингл, «Big Time Rush», вийшов 29 листопада 2009 року. Пісня «Big Time Rush» прозвучала також у годинному прев'ю серіалу і стала його «відкриваючою» музичною темою. Там же в серіалі з часом дебютували «City is Ours», «Any Kind of Guy». Big Time Rush також виконали пісню групи Play «Famous». Пісня вийшла на iTunes 29 червня 2010 року. Інша пісня, «Halfway There», вийшла на iTunes 27 квітня 2010 року після його прем'єри в серії. Цей сингл увійшов в Billboard Hot 100 під номером 93. 21 вересня 2010 року, Big Time Rush випустили рекламний сингл, «Til I Forget About You», який сприяв випуску дебютного альбому. Альбом B. T. R., вийшов 11 жовтня 2010 року. Він дебютував під номером 3 в Billboard 200, продавши 67000 копій в перший тиждень релізу. Цей альбом також досяг 4 номера в «Top Internet Albums» і 1 номера в «Top Soundtracks». Їх трек «Big Night» дебютував в Billboard Hot 100 під номером 79. Альбому було пізніше присвоєно статус золотого після продажу 500000 копій в США і нині[коли?] продано більше 900 000 копій в усьому світі.
У листопаді 2010 року було оголошено, що спеціальна різдвяна серія Big Time Rush буде дебютувати в кінці цього місяця, і що різдвяний міні-альбом буде випущений одночасно з епізодом. Мініальбом Holiday Bundle вийшов 30 листопада 2010 року. У різдвяній серії хлопці виконали пісню Мераї Кері «All I want for Christmas is you» разом з ще однією зіркою «Нікелодеона» Мірандою Косгроув.

### 2011-2012
15 лютого 2011 року «Boyfriend» вийшов як перший офіційний сингл групи по обліку радіо США. «Boyfriend» дебютувала під номером 72 в Billboard Hot 100, ставши найуспішнішою піснею на сьогоднішній день.  Big Time Rush був номінований на MTV Awards в номінації Breakthrough Band в 2011 році. 22 липня 2011 року група випустила рекламний сингл «If I Ruled The World», спільно з Iyaz. Їх другий альбом вийшов 21 листопада 2011 року. Перший сингл платівки, — «Music Sounds Better With U», — написаний у співавторстві з Райаном Теддером з групи OneRepublic, вийшов 1 листопада 2011 року. Він дебютував під номером 12 на Billboard 200, продавши більше 70000 копій в перший тиждень. За даними Forbes.com на 2011 рік, Big Time Rush накопичив власний капітал в розмірі близько $ 8 млн доларів, що робить їх одними з наймолодших топ працівників. Незадовго до виходу альбому «Elevate», група оголосила національний тур. «Better With U» тур розпочався з лютого 2012 року.
В кінці лютого, був оголошений національний літній тур, який стартував 5 липня на Nationwide Arena в місті Колумбус, штат Огайо. Cody Simpson, Рейчел Кроу і Леон Томас III відкрили концерт, тоді як Вікторія Даффілд і Тайлер Медейруш, відкривали їх в містах Канади. Тур закінчився 18 вересня в Rose Garden Arena.
Група оголосила, що вони будуть в головних ролях у повнометражному Біг Тайм Фільмі. У фільмі йдеться про їхню подорож у Лондон, Англія. За сюжетом, хлопці летять на свій перший великий світовий тур, але крім цього вплутуються в місії, щоб врятувати світ. Фільм вийшов 10 березня 2012 року, в США в кінотеатрах, в той час як у Німеччині реліз відбувся 22 вересня того ж року. Група записала кавер на пісню Бітлз, випустили міні-альбом з саундтреками до фільму. Однак, фільм отримав змішані відгуки від більшості сучасних кінокритиків, багато хто порівнював їх з групою The Monkees, але і хвалили, називаючи їх веселими і безтурботними. Попри все, фільм був успішний, маючи більше тринадцяти мільйонів переглядів на тиждень.

### 2013-2014
У 2013 році телеканал Нікелодеон продовжив серіал на четвертий сезон, що складався з 13-ти серій, знімання почали 7 січня. Група також випустила пісню «Like nobody's Around», яку вперше виконали в епізоді «Вперед — на вторгнення». «Like nobody's Around» — це другий трек в стандартній і делюкс версіях третього альбому. 15 квітня, в інтерв'ю Камбіо, Big Time Rush оголосили, що їх третій студійний альбом 24/Seven вийде десь на початку червня 2013 року, і прем'єра четвертого сезону вийде в ефір 2 травня 2013 року.
Альбом 24/Seven вийшов 11 червня 2013 року. Він мав набагато менший успіх, ніж попередній рекорд. Однак, однойменний трек і потужна рок-балада «We Are» досягли величезного успіху в Сполучених Штатах, а також в таких країнах, як Мексика і Бразилія. 24/Seven став золотим в декількох країнах з моменту його випуску; в результаті було продано мільйони копій в усьому світі. Члени БТР брали короткі перерви для своїх кар'єр, щоб зніматися у фільмах і писати свою музику. Група була номінована на звання «Краща Група Світу», «Кращий Альбом» і «Кращий Живий Виступ» щорічної премії World Music Awards, яка пройшла в Монте-Карло 27 травня 2014 року. Пізніше було підтверджено, що Big Time Rush виграли в номінації «Найкраще Живе Виконання», що робить Big Time Rush першими вихідцями з Никелодеона ,які були номіновані і перемогли в цієї премії.
У 2014 році група вирушила у свій новий концертний тур Big Time Rush Live 2014 World Tour, в підтримку останнього альбому 24/Seven.  Це був їх четвертий офіційний тур і перше світове турне. Тур почався 7 лютого 2014 року в Гранд-Прейрі, штат Техас і фінішував 23 лютого в Гватемалі. Попри свою назву, цей тур не  був світовим, бо там було всього одинадцять міст в цілому, і лише з США і деяких міст Латинської Америки. Кендалл Шмідт стверджує, що в турі були переговори про нову музику. 

### Серіал
28 листопада 2009 року на телеекранах в США вийшло шоу з назвою Вперед — до успіху (американська назва «Big Time Rush»). Прем'єра пілотної серії. А офіційний дебют відбувся 18 січня 2011 року, зібравши 7100000 глядачів, що робить це шоу найрейтинговішим новим проєктом на Nickelodeon . Автором ідеї шоу є Скотт Феллоус. Проби і кастинги на це шоу йшли протягом двох років.
Головні ролі зіграли самі хлопці з гурту: Кендалл, Джеймс, Карлос і Логан.
Як вже було сказано, хлопці знали один одного до кастингів на Біг Тайм Раш «Процес прослуховування був досить екстремальним. Логан і я були на одному прослуховуванні, і ми пройшли тести і 4 кастинга» — Розповідає Джеймс. Потім вони знайшли Карлоса і Кендалла. «Вісімнадцять місяців ми записували пісні і шоу», — говорить Кендалл. Після інтенсивних робіт разом, хлопці стали як одне ціле. «Як тільки ми всі зібралися ми стали дуже близькі, згуртованою групою» — підтверджує Логан.
Крім хлопців у список головних ролей увійшли і такі актори: Кіара Браво, яка зіграла молодшу сестру Кендалла на ім'я Кеті, Стівен Крамер Глікман, який вивів псів (як каже його герой Густаво) на вершини, і Таня Чискольм, яка грала помічницю Густаво — Келлі Уейнрайт.
Шоу отримала змішані відгуки. Pittsburgh Post-Gazette заявив, що шоу було «спробою каналу Nickelodeon створити таку групу як Jonas Brothers з Діснея». Це відповідь каналу Nickelodeon на Дісней. Хартфорд Курант заявив, що серіал «є дуже гарним і смішним» шоу «з тонким гумором і смішною комедією». Бостон Глоб заявив, що шоу, як один з прикладів показує продажі шоу-бізнесу і фантазії для дітей.

## Учасники
- Кендалл Френсіс Шмідт (англ. Kendall Francis Schmidt, рід. 2 листопада 1990, Уічіто, Канзас, США) — американський актор і співак. Прославився в ролі Кендалла в серіалі Вперед — до успіху на каналі Nickelodeon. Народився в місті Уічіто в сім'ї Кента і Кетрін Шмідт. З боку батька має німецьке коріння. Ріс і навчався в місті Ендовер, штат Канзас. Наймолодший у сім'ї. У нього є два старших брата — Кеннет і Кевін. Кендалл почав співати у віці 19 років. Його перша група називалася «Lovers Make Liars» і їх перший музичний диск називався «Warped Tour». Відтоді Кендалл почав працювати над проєктом зі своїм другом музикантом Дастіном Белтом, який називався «Heffron Drive». Коли у «БТР» був тур, Дастін грав на гітарі на їх концертах. Незабаром Кендалл почав зніматися в телесеріалі на каналі Nickelodeon під назвою «Big Time Rush», в якому зіграв роль Кендалла Найта. Зараз Кендалл одружений та має доньку Maple.
- Девід Джеймс Маслоу (англ. David James Maslow, рід. 16 липня 1990 р., Нью-Йорк, Нью-Йорк, США) — американський актор і співак. Прославився завдяки ролі Джеймса Даймонда в серіалі Вперед — до успіху на каналі Nickelodeon. Народився в місті Нью-Йорк в родині Кеті Бердж і Майка Маслоу. З боку батька має єврейське коріння. Ріс і навчався в місті Сан-Дієго, штат Каліфорнія. У нього є старший брат — Філіп і сестри — Елісон і Даніелла. Джеймс почав співати у віці 6 років, коли батьки відправили його в Дитячий Хор Сан-Дієго. Він закінчив школи в Ла-Хойя і в Торрі Пайнс, середню школу Міюрландс і Школу Мистецтв Сан-Дієго. Джеймс отримав невелику роль в постановці «La bohème» в опері Сан-Дієго, коли йому було 10 років. Він їздив у табір «La Jolla Playhouse», і обзавівся власним агентом в 14 років. У старших класах Маслоу виконав головну роль Денні Зуко в постановці «Грейс» і Мавра в «Les Misérables». Його телевізійний дебют в ролі Шейна стався в епізоді серіалу iCarly, «iSaw Him First». Незабаром Джеймс почав зніматися в телесеріалі на каналі Nickelodeon під назвою «Big Time Rush», в якому зіграв роль Джеймса Даймонда.
- Логан Філіп Хендерсон (англ. Logan Phillip Henderson; рід. 14 вересня 1989, Норт Ричлэнд Хіллз, Техас, США) — американський актор, співак, продюсер і композитор. Найвідоміший по ролі Логана в телесеріалі «Вперед — до успіху» на каналі Nickelodeon. Логан Хендерсон підписав контракт з Sony Music Entertainment і Columbia Records у складі Big Time Rush в 2009 році. Після виходу чотирьох рекламних синглів, включаючи «Big Time Rush», «The City is Ours», «Halfway There» і «Til I Forget About You», група випустила свій дебютний альбом «BTR» 11 жовтня 2010 року. Хендерсон у співавторстві написав пісню «Oh Yeah» з цього альбому. Альбом став номером 3 на Billboard 200 і номером 1 на iTunes в цифровому списку альбомів. Пізніше він став золотим в США і Мексиці. Big Time Rush випустили свій другий альбом Elevate 21 листопада 2011 року. Логан написав «Time of Our Life» з Ніколаєм Рас Ферлонгом і ще три пісні для альбому — «Music Sounds Better With U», «Love Me Love Me» і «SuperStar».
- Карлос Роберто ПенаВега (англ. Carlos Roberto PenaVega Jr.; рід. 15 серпня 1989 року, Колумбія, США) — американський актор, співак і танцюрист. Одружений з акторкою Алексою Вега. Прославився в ролі Карлоса в серіалі «Вперед — до успіху» на каналі Nickelodeon. Карлос народився в Колумбії, штат Міссурі. Виховувався Вестоні, штат Флорида. У школі брав участь у виставах і був чирлідером. Ще навчаючись у школі, Карлос з'явився в рекламі водяних пістолетів. Його обличчя з'явилося на упаковці іграшки. Пена навчався в Бостонській консерваторії, коли його менеджер записав на прослуховування в «Big Time Rush». Карлос не хотів, але все ж пішов на прослуховування. І через два місяці отримав роль. 2009 року переїхав у Голлівуд. З кінця 2012 року Карлос зустрічається з акторкою Алексою Вега. У вересні 2013 року пара оголосила про заручини. 4 січня 2014 року вони одружилися і тепер обоє носять прізвище PenaVega. Зараз пара виховує трьох дітей. Старший син Ocean King PenaVega, середній син Kingston James PenaVega та молодша донька Rio Rey PenaVega.

## Нагороди та номінації
| Рік  | Захід                         | Категорія                    | Результат |
| ---- | ----------------------------- | ---------------------------- | --------- |
| 2010 | КСА 2010 Австралія            | Улюблена іноземна група      | Номінація |
| 2011 | КСА 2011 США                  | Улюблена муз. група          | Номінація |
|      |                               | Улюблене Тв шоу              | Номінація |
| 2011 | КСА 2011 Мексика              | Улюблена Іноземна група      | Перемога  |
| 2011 | КСА 2011 Аргентина            | Улюблена іноземна група      | Номінація |
|      |                               | Улюблена пісня — «Boyfriend» | Перемога  |
|      | MTV Європейське Муз. Нагорода | Краще Муз. просування        | Номінація |
|      | Молодіжна Рок Нагорода        | Краща група                  | Перемога  |
|      |                               | Краща муз. група 2011        | Номінація |
| 2012 | Bravo Otto                    | Краща Поп-група              | Перемога  |
| 2012 | КСА 2012                      | Улюблена Муз. група          | Перемога  |
| 2013 | KCA 2013                      | Улюблена Муз. група          | Номінація |
| 2013 | Teen Choice Awards 2013       | Улюблена Муз. Група          | Номінація |
| 2013 | KCA 2013 Мексика              | Улюблена іноземна група      | Перемога  |
| 2014 | 56-а церемонія «Греммі»       | Продюсер року, не класичний  | Номінація |
| 2014 | WMA 2014                      | Найкращий живий виступ       | Перемога  |

## Дискографія
Студійні Альбоми
| Альбом   | Рік  |
| -------- | ---- |
| B. T. R. | 2010 |
| Elevate  | 2011 |
| 24/Seven | 2013 |

| Саундтрек                 | рік  |
| ------------------------- | ---- |
| Big Time Movie Soundtrack | 2012 |

## Тури
Better With U Tour (Лютий-Березень 2012)
Big Time Summer Tour (Липень-Вересень 2012)
Summer Break Tour (Червень-Серпень 2013)
Big Time Rush World Tour (лютий 2014)